# Somos novios (It's Impossible)
«Somos novios» es una canción escrita e interpretada por el cantautor mexicano Armando Manzanero de principios de los años 1960 y grabada por él mismo en 1968. Es considerada unas de las canciones en español más populares de todos los tiempos y un himno de la música latinoamericana.
Fue traducida al inglés casi de inmediato por Sid Wayne siendo grabada en inglés por Perry Como en 1970 con el título «It's Impossible», que la convirtió en un éxito y a la vez volviéndose una melodía popular a nivel mundial.
Ha sido grabada también por Elvis Presley, siendo esta una de las versiones más destacadas, Andy Williams, Vikki Carr, The Three Degrees, Shirley Bassey, Jerry Vale, Dennis Brown, el saxofonista de jazz japonés Jiro Inagaki, Andrea Bocelli con Christina Aguilera, Katharine McPhee y Rimi Natsukawa, la cantante italiana Mina, Frances Yip, el grupo Tejano Mazz, Luis Miguel bajo la supervisión de Armando Manzanero, Clay Aiken, Mauro Calderón, el dueto de Charlie Green con Danna Paola y con el trío de mexicanos: Norma Suárez, Gerónimo Franco y Derek Hernández; entre otros.